# Усов, Александр Васильевич (библиотековед)
Александр Васильевич Усов (1903, Капал, Российская империя — 1 марта 1958) — советский библиотековед, организатор библиотечного дела в СССР и партийный деятель.

## Биография
Родился в 1903 году в Капале. В 1920 году был призван в Красную Армию в связи с Гражданской войной в РСФСР и после окончания службы, в конце 1920-х годов заведовал библиотекой завода Красный выборжец в Ленинграде, а также работал в должности инструктора по библиотечной работе культотдела Леноблпросвета. В 1931 году был принят на работу в Ленинградский коммунистический политико-просветительский институт на кафедру библиотековедения, а в 1935 году окончил аспирантуру института, с 1939 по 1941 год занимал должность декана библиотечного факультета. В 1941 году в связи с началом ВОВ ушёл добровольцем на фронт и прошёл всю войну, после демобилизации занимал должность последнего начальника управления библиотек Наркомпроса, затем работал начальником Комитета по делам культурно-просветительских учреждений. В 1945 году вернулся в ЛГБИ, где был избран на должность ректора, в 1946 году был избран на должность директора ГПБ.
Скончался 1 марта 1958 года в Москве.